# Clarinette octo-contralto
La clarinette octo-contralto est le deuxième instrument le plus grave de la famille des clarinettes après la clarinette octo-contrebasse.
Cette clarinette en mi  sonne une octave en dessous de la clarinette contralto (trois octaves en dessous de la petite clarinette  en mi ), une quinte en dessous de la clarinette contrebasse, une quarte au-dessus de la clarinette octo-contrebasse.

## Histoire
Dans sa quête à compléter l'ensemble de clarinettes à l'instar des jeux d'anche d'un orgue, la clarinette octo-contralto a été inventée par le facteur Georges Leblanc Paris sur la base des études des grandes clarinettes en métal en forme de trombone (paperclip) réalisées par l'acousticien Charles Houvenaghel. 
En l'absence de débouché commercial de la clarinette octo-contrebasse exposée à New-York en 1939 (en dépit de son succès d'estime) et de la venue de la Seconde Guerre mondiale, le projet de création de la clarinette octo-contralto est resté longtemps dans les tiroirs de la maison Leblanc. 
En 1971, un exemplaire de clarinette octo-contralto a été fabriqué pour la première fois à la demande de Léon Leblanc et offert à Vito Pascucci pour l'anniversaire des 25 ans de la création de l'entreprise Leblanc USA. Ce modèle a été construit directement selon les plans établis par Charles Houvenaghel sans étude complémentaire, cinq ans après sa mort.
Il existerait seulement un ou trois exemplaire(s) de cet instrument selon les sources.
Un modèle unique, dans la même tonalité, aurait été fabriqué pour Lucien Cailliet à la demande du compositeur Lalo Schifrin pour une utilisation dans le thème musical pour la série télévisée des années 1960 Mission impossible.
Vito Pascucci a offert son exemplaire de cette clarinette en 2010 au Musée des Instruments à vent à La Couture-Boussey où il est désormais exposé avec le prototype de clarinette octo-contrebasse.
L'histoire de cet instrument unique a été décrite par le luthier et clarinettiste Cyrille Mercadier (qui l'a restauré) lors d'un concert le 2 octobre 2011.

## Répertoire
La clarinette octo-contralto n'a pratiquement pas été jouée en public.
Néanmoins des œuvres lui ont été dédiées.
- Terje Bjørn Lerstad (no), qui joua cet instrument dans les années 1970:
  - Triosonata, op. 28 (1982), pour flûte à bec contrebasse, clarinette octo-contrebasse, bongos et harmonium.
  - De profundis, op. 139, pour voix contralto, clarinette (clarinette octo-contralto / octo-contrebasse avec effets électroniques), cordes et bande.
  - Miroirs en ébène, pour chœur de clarinettes. Apparemment, cette dernière pièce comprend des parties pour clarinettes octo-contralto et octo-contrebasse avec des solos importants.
- Ivane Bellocq,  Ouf !  (2011), pour clarinette octo-contralto solo[6].